# Banloc
Banloc (in ungherese Bánlak, in tedesco Banlok) è un comune della Romania di 2805 abitanti, ubicato nel distretto di Timiș, nella regione storica del Banato. 
Il comune è formato dall'unione di 4 villaggi: Banloc, Ofsenița, Partoș, Soca.
I villaggi di Dolaț e Livezile, che dal 1972 facevano parte del comune di Banloc, si sono nuovamente staccati nel 2006, andando a formare il comune di Livezile.

## Il Castello di Banloc
Il Castello di Banloc, il più importante monumento del comune, è un massiccio edificio con pianta ad "U" costruito ai primi del XIX secolo. La facciata principale è rivolta verso sud, mentre dal lato opposto le due ali delimitano una corte terrazzata. Ai lati della facciata principale si trovano due portali che ricordano lo stile dell'antico Egitto e che danno accesso alla zona ai lati delle due ali. In passato la facciata era sormontata da una sopraelevazione centrale che portava lo stemma della famiglia Karátsonyi, che fece costruire il castello.
Oggi il palazzo è spoglio, senza più il blasone sulla facciata, ed anche l'antico parco è ormai soltanto un grande prato.
Un altro monumento di una certa importanza nel comune è il Monastero di San Giuseppe, costruito nel XV secolo e situato nell'abitato di Partoș.

## Immagini del Castello

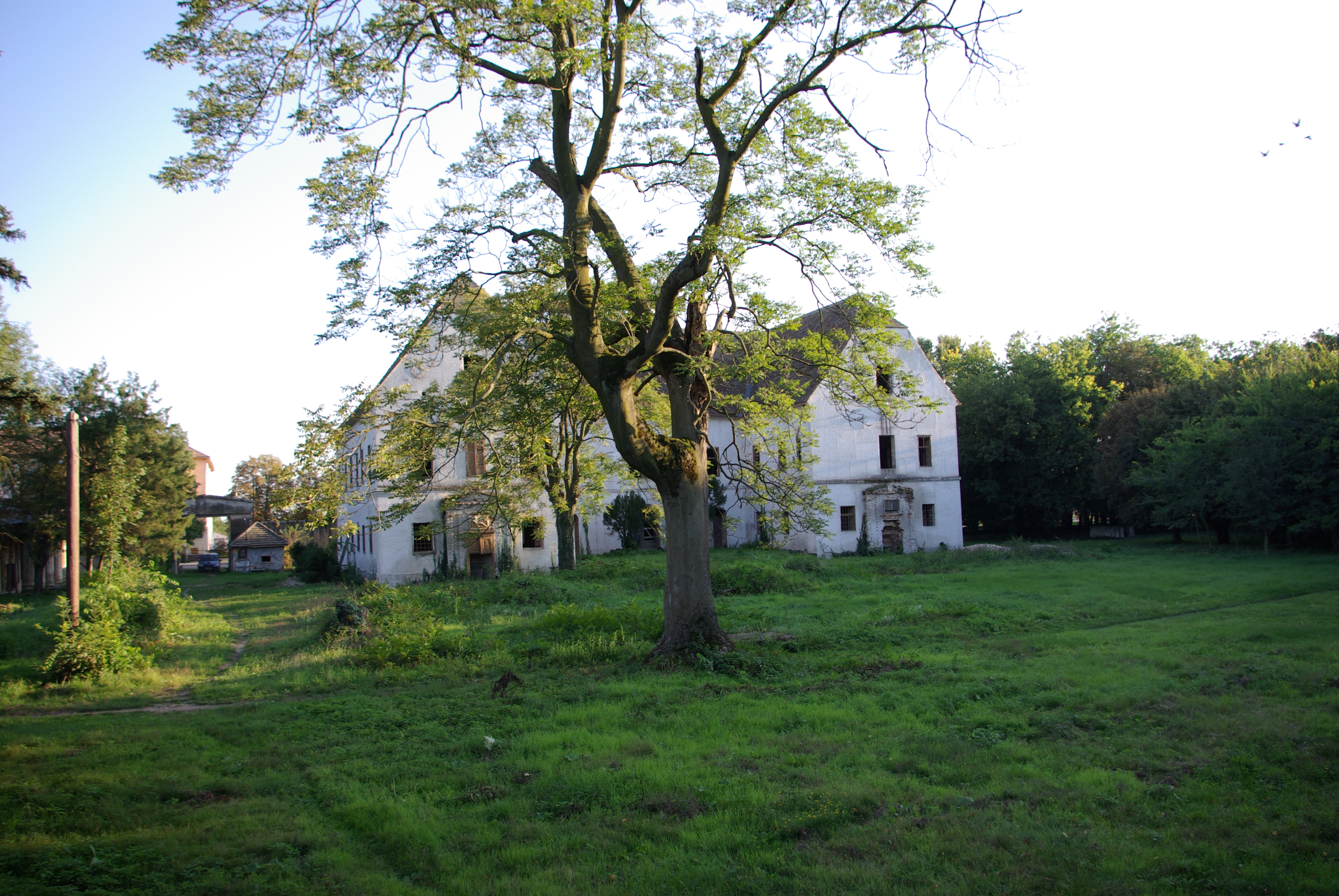
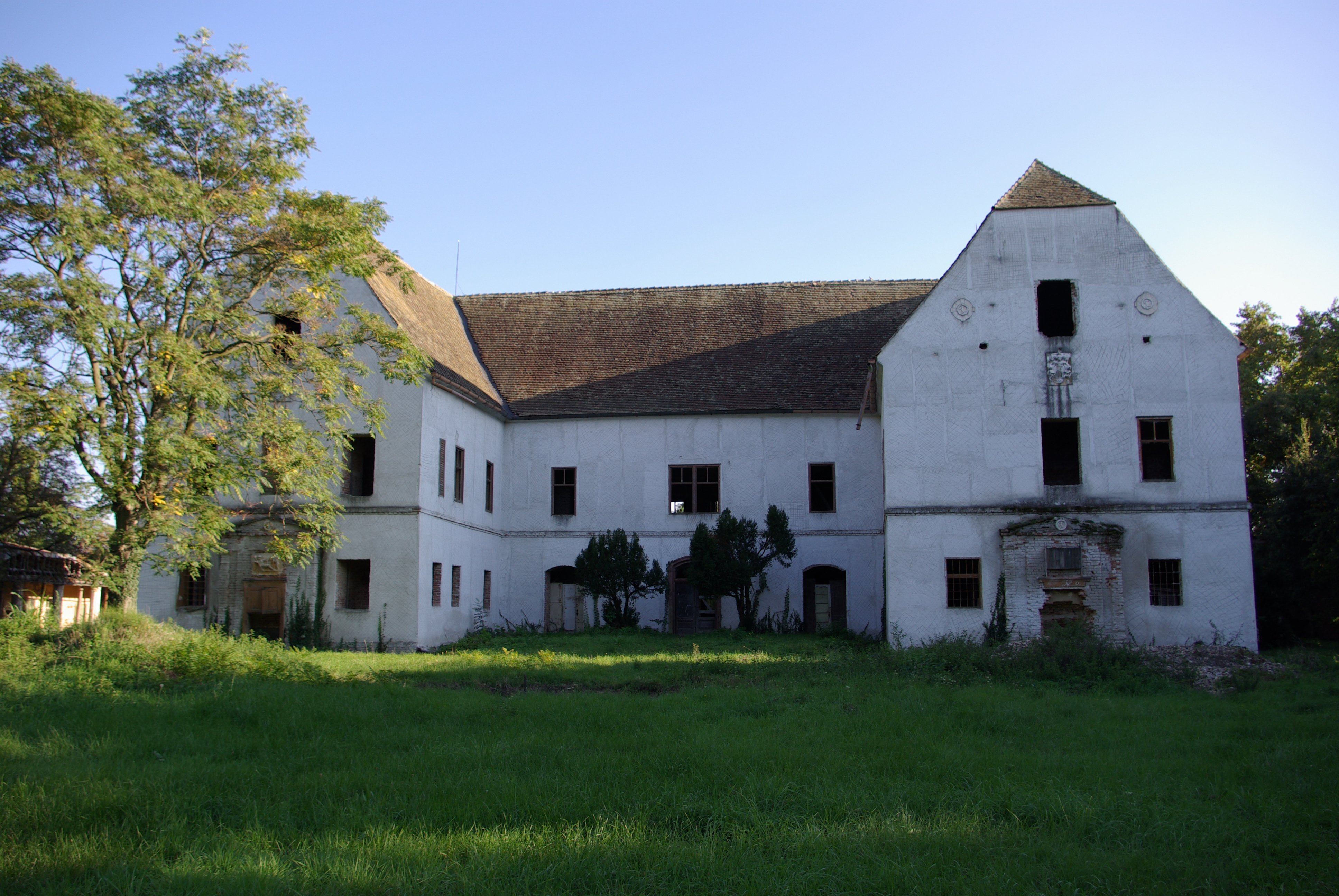